# Salamis (Zypern)

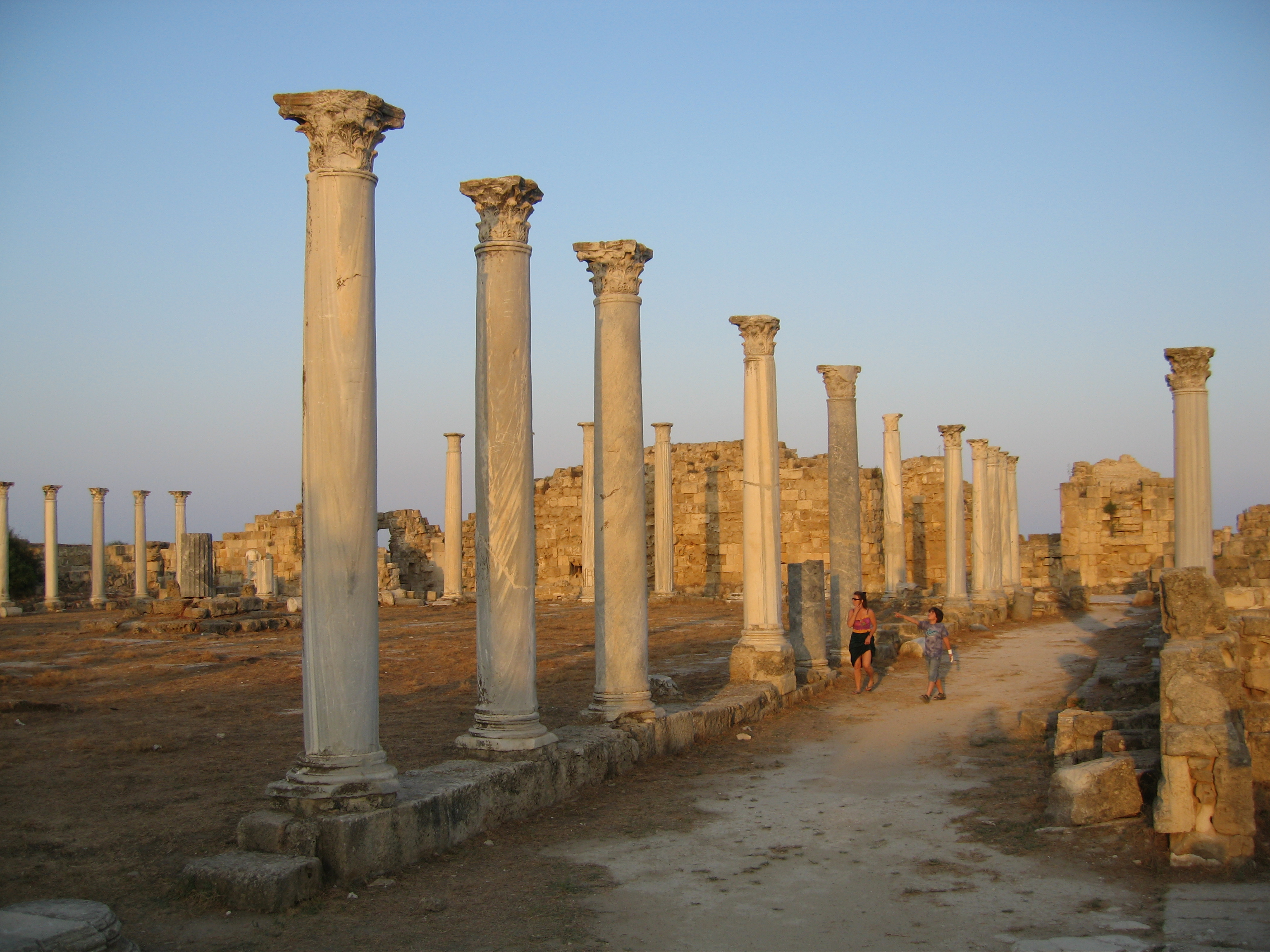
Das Gymnasium in Salamis

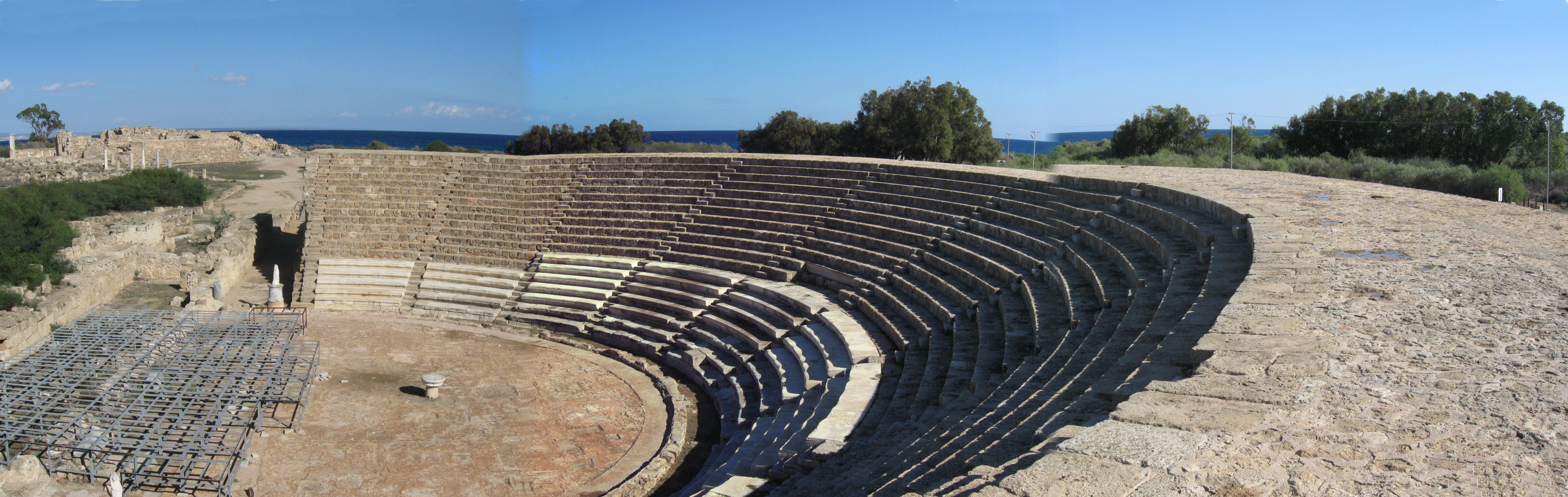
Das Theater von Süden

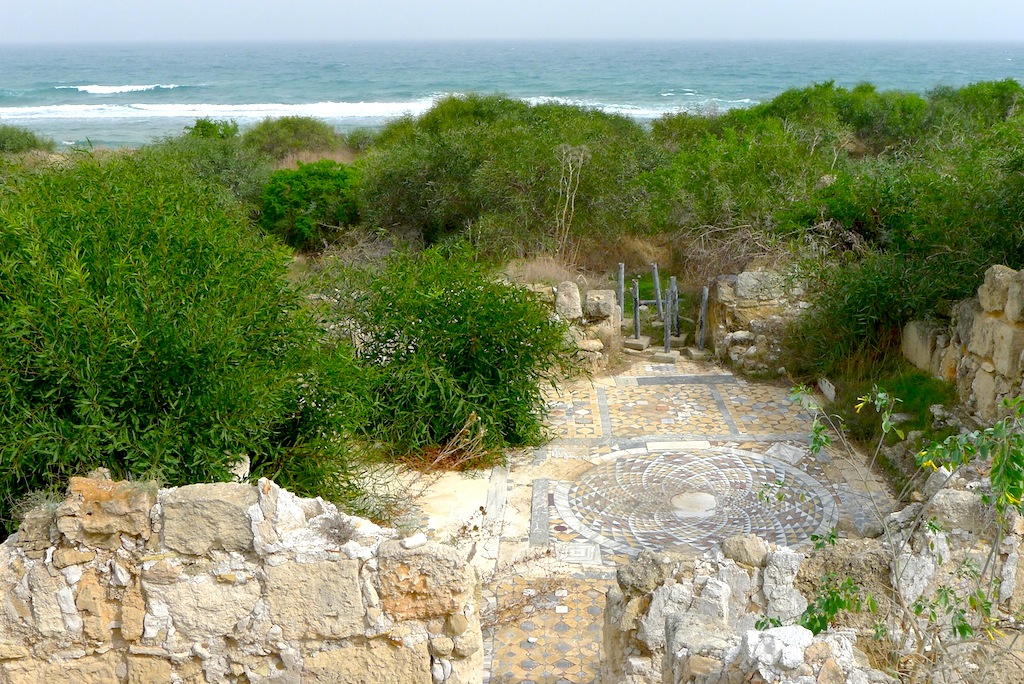
Bodenmosaik der Basilika Kampanopetra in der Nähe des römischen Hafens

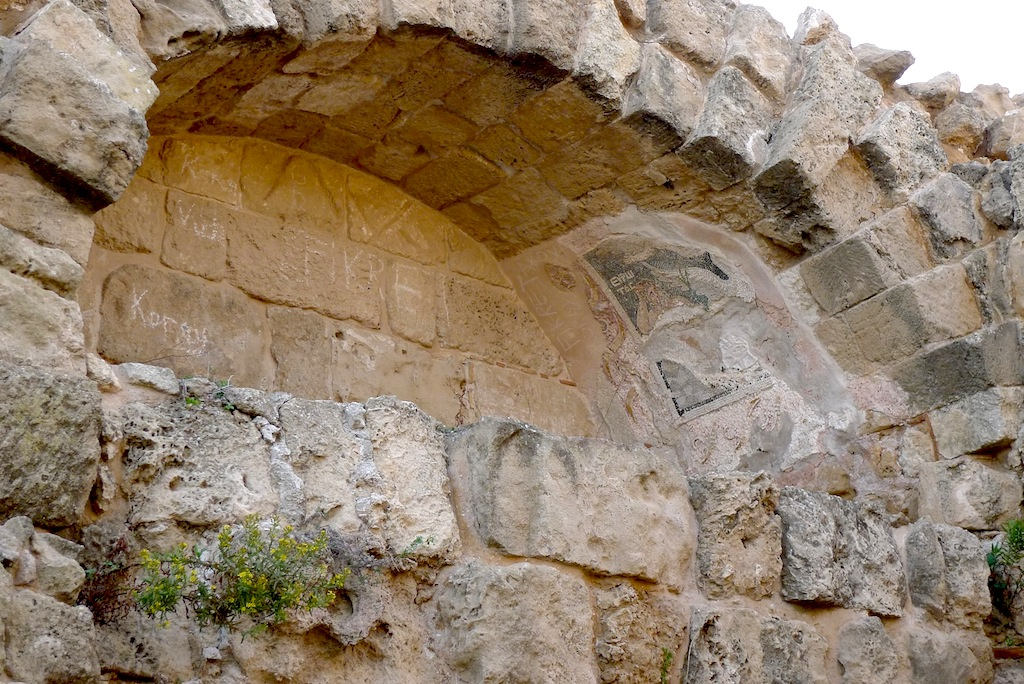
Römisches Mosaik der Personifikation des Flusses Eurotas neben den Flügeln eines Schwans im südlichen Sudaterium der Therme

Salamis (assyrisch Ki-(i)-su, altgriechisch Σαλαμίς Salamís, griechisch Σαλαμίνα Salamína, lateinisch Constantia) war ein eisenzeitliches Stadtkönigreich und eine antike Stadt an der Mündung des Pediaios im Osten der Mittelmeerinsel Zypern an einer weiten Bucht etwa 6 km nördlich des heutigen Famagusta. Es liegt heute im Stadtgebiet von Agios Sergios.

## Grabung und Funde

Lageplan des nördlichen Bereiches von Salamis

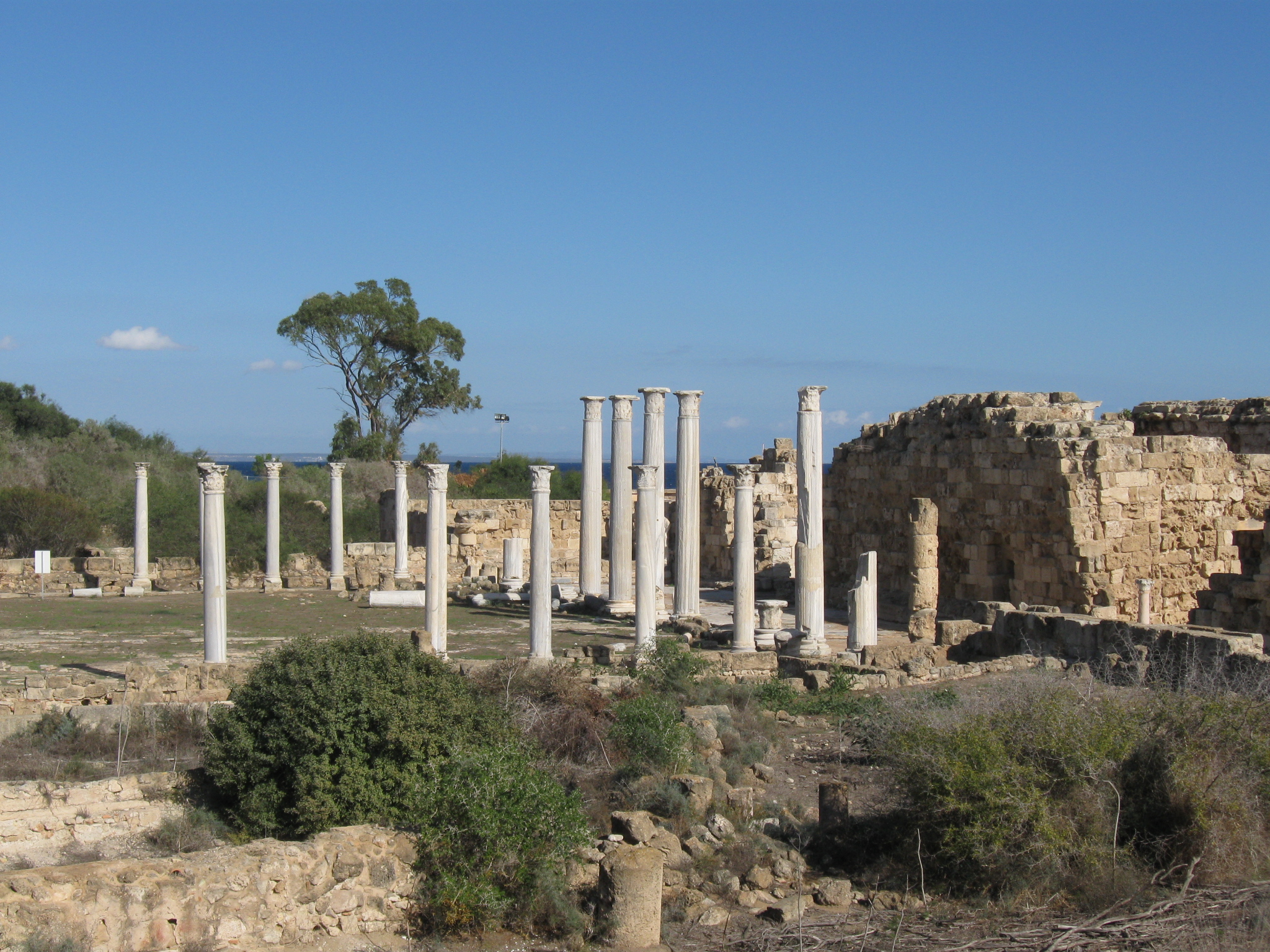
Gymnasion und Therme

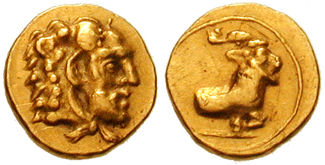
1/10th-Stater: Herakles mit Löwenfell/Liegende Ziege, Euagoras I. (411–374 v. Chr.), 0.71 g, SNG Copenhagen 733597

Die Ruinen der großen antiken Stadt wurden bis zum Krieg im Jahre 1974 unter Leitung von Vassos Karageorghis teilweise ausgegraben. Funde aus Salamis und dem landeinwärts benachbarten Enkomi belegen, dass beide Siedlungen kurze Zeit parallel existierten. Funde aus Salamis sind im naheliegenden Museum des St.-Barnabas-Klosters ausgestellt.

## Gründungsmythos
Der mythische Gründer von Salamis war Teukros, Sohn des Telamon, des Königs der gleichnamigen griechischen Insel Salamis. Er soll nach der Zerstörung Trojas auf Zypern gelandet sein, dort Zeus einen Tempel errichtet und Eune, die Tochter des Kinyras, geheiratet haben. Sein Schwiegervater, Kinyras, war – infolge einer Inzestverbindung mit seiner eigenen Tochter Smyrna (Myrrha), Eunes Schwester – der Vater des Adonis.
Teukros gründete auf Zypern eine Stadt, die er nach seiner Heimatinsel Salamis nannte.

## Geschichte
Seit dem 11. Jahrhundert v. Chr. hatte Salamis die Führungsrolle unter den zypriotischen Stadtkönigtümern inne. Die zu Beginn relativ kleine Stadt mit einer Nekropole an ihrem westlichen Rand breitete sich seit dem 8. Jahrhundert v. Chr. nach drei Seiten aus. Die alte Nekropole wurde überbaut und im Süden eine neue angelegt, die bis zum Kloster des heiligen Barnabas reicht. Handelsbeziehungen zeigen die Einflüsse der Hochkulturen Kleinasiens, des Vorderen Orients und Ägyptens.
Im 8. Jahrhundert v. Chr. ist verstärkter phönizischer Einfluss erkennbar. David W. Rupp nimmt sogar an, dass diese intensiven Handelsbeziehungen mit der Levante zur Herausbildung des Königtums von Salamis nach vorderasiatischem Muster führten. Er sieht die Beigaben in den Königsgräbern als „bewusstes politisches Statement“. Anthony Snodgrass sieht die Gräber dagegen als Selbstdarstellung alteingesessener etablierter Herrscher.
Die Herrschaft der Assyrer am Ende des 8. Jahrhunderts schlägt sich im verstärkten Vorkommen vorderasiatischer Elemente nieder. Belegt wird die führende Rolle von Salamis zur Zeit der ägyptischen Oberherrschaft durch die Münzen des Königs Euelthon (560–525 v. Chr.), auf denen er sich als Herrscher der Insel bezeichnet. Stärker als zuvor war die Geschichte von Salamis nun mit der der ganzen Insel verknüpft. Bei den Auseinandersetzungen mit dem Perserreich, im Ionischen Aufstand und in den Streitigkeiten um die Nachfolge Alexanders des Großen spielte sie eine Rolle.
König Euagoras I. war mit Athen und dem Pharao Hakor (393–380 v. Chr.) verbündet, und es gelang ihm kurzfristig, Tyros, Sidon und vielleicht auch Dor unter seine Kontrolle zu bringen. Inschriften in zyprisch-archaischer Schrift aus Dor könnten aus dieser Zeit stammen. Der letzte König von Salamis, Nikokreon, beging 311/310 mit seiner Familie Selbstmord. 306 v. Chr. fand bei Salamis eine entscheidende Seeschlacht der Diadochenkriege statt, in der Antigonos I. gemeinsam mit seinem Sohn Demetrios I. Poliorketes den ägyptischen Feldherren Ptolemaios I. besiegten, der Zypern bis dahin kontrolliert hatte.
Als erste Stadt Zyperns prägte Salamis etwa ab 515 v. Chr. Münzen.
Unter den Ptolemäern löste Paphos Salamis als wichtigste Stadt der Insel ab.
Ab 54 v. Chr. wird Zypern vorläufig, ab 31 v. Chr. endgültig römische Kolonie. Ca. 45–47 n. Chr. wird Salamis während der ersten Missionsreise von Paulus und Barnabas vom Christentum erreicht, wobei die Missionare sich an die dortige jüdische Gemeinde wandten (Apostelgeschichte 13,5). Die Wasserversorgung der Stadt wurde durch ein Aquädukt von Chrytoi aus sichergestellt. Salamis wurde 332 und 342 n. Chr. durch Erdbeben heimgesucht, Letzteres mit einem Tsunami verbunden. Im Jahre 115 soll Salamis nach dem Bericht des Cassius Dio während des Aufstandes der Juden gegen Kaiser Trajan zerstört worden sein, wobei 240.000 Einwohner umgebracht wurden. Unter Constantius II. wurde sie auf beschränktem Areal wieder aufgebaut und führte den Namen „Constantia“. Zur Zeit des Bischofs Epiphanios (368–403 n. Chr.) löste sie Paphos als Inselmetropole ab.
In einer Inschrift aus den Thermen von Salamis werden Justinian und Theodora als Erneuerer der Stadt gelobt. Zu ihrer Zeit scheinen sowohl die Thermen als auch die Basilika des Epiphanius erneuert und verschönert worden zu sein. In den Thermen wurden Marmorsäulen errichtet, eine Säule im Zentrum der Palästra trug vermutlich ein Standbild des kaiserlichen Paares. In der Basilika wurde das halbrunde Synthronon erbaut und der Fußboden mit weißen Marmorplatten versehen. Das Hagiasma des Nikodemus in Constantia enthält Inschriften und Wandmalereien aus dem 6. Jahrhundert, unter anderem einen Christuskopf.
Constantia bestand nur 300 Jahre. Überfälle der Araber und Naturkatastrophen setzten ihr um die Mitte des 7. Jahrhunderts ein Ende und führten zum Aufschwung des benachbarten Ammochostos, des späteren Famagusta.

## Könige von Salamis
- Teukros (mythisch)
- Euelthon, 560–525 v. Chr.

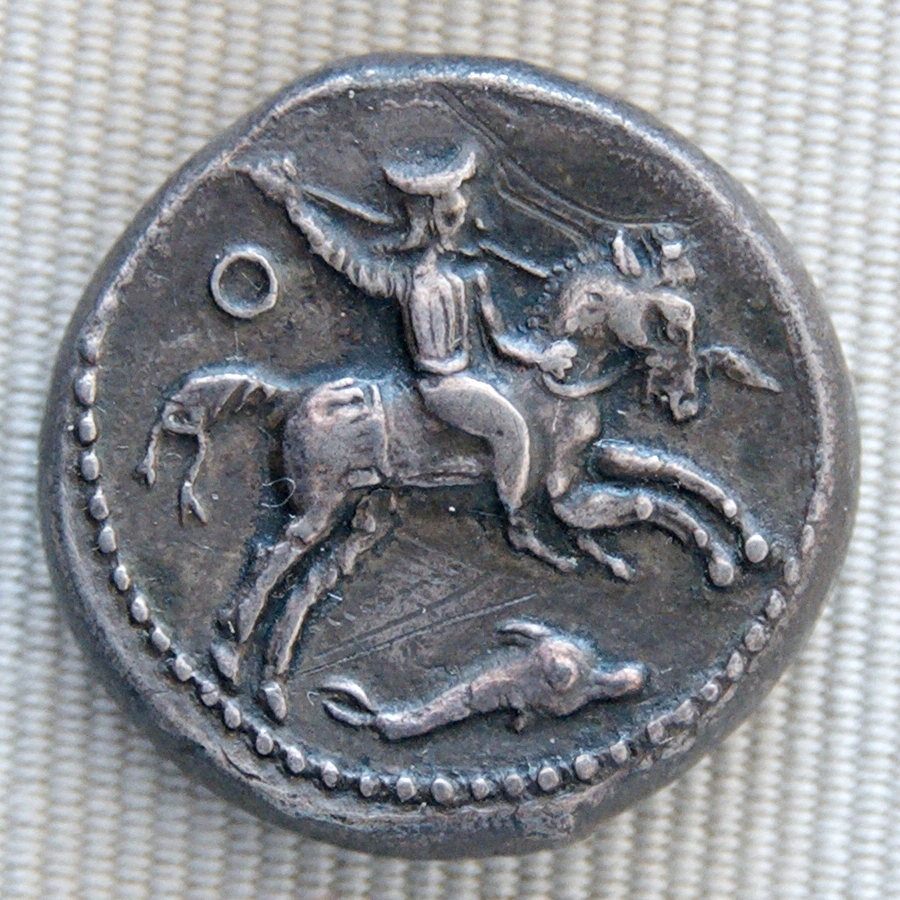
Silber-Tetradrachme: Euagoras II., Cabinet des médailles Paris

- Gorgos (Salamis) nach dem ionischen Aufstand (500/499–494 v. Chr.)
- Euagoras I., 411–374/3 v. Chr.
- Nikokles, 374–368 v. Chr.
- Euagoras II., 368–351 v. Chr.
- Pnytagoras, 351–332 v. Chr., König von Salamis, unterwarf sich 332 Alexander von Makedonien
- Nikokreon, zur Zeit Alexanders
- Ptolemaios, 80–58 v. Chr. König von Zypern, danach Eingliederung in das römische Reich

## Nekropole von Salamis

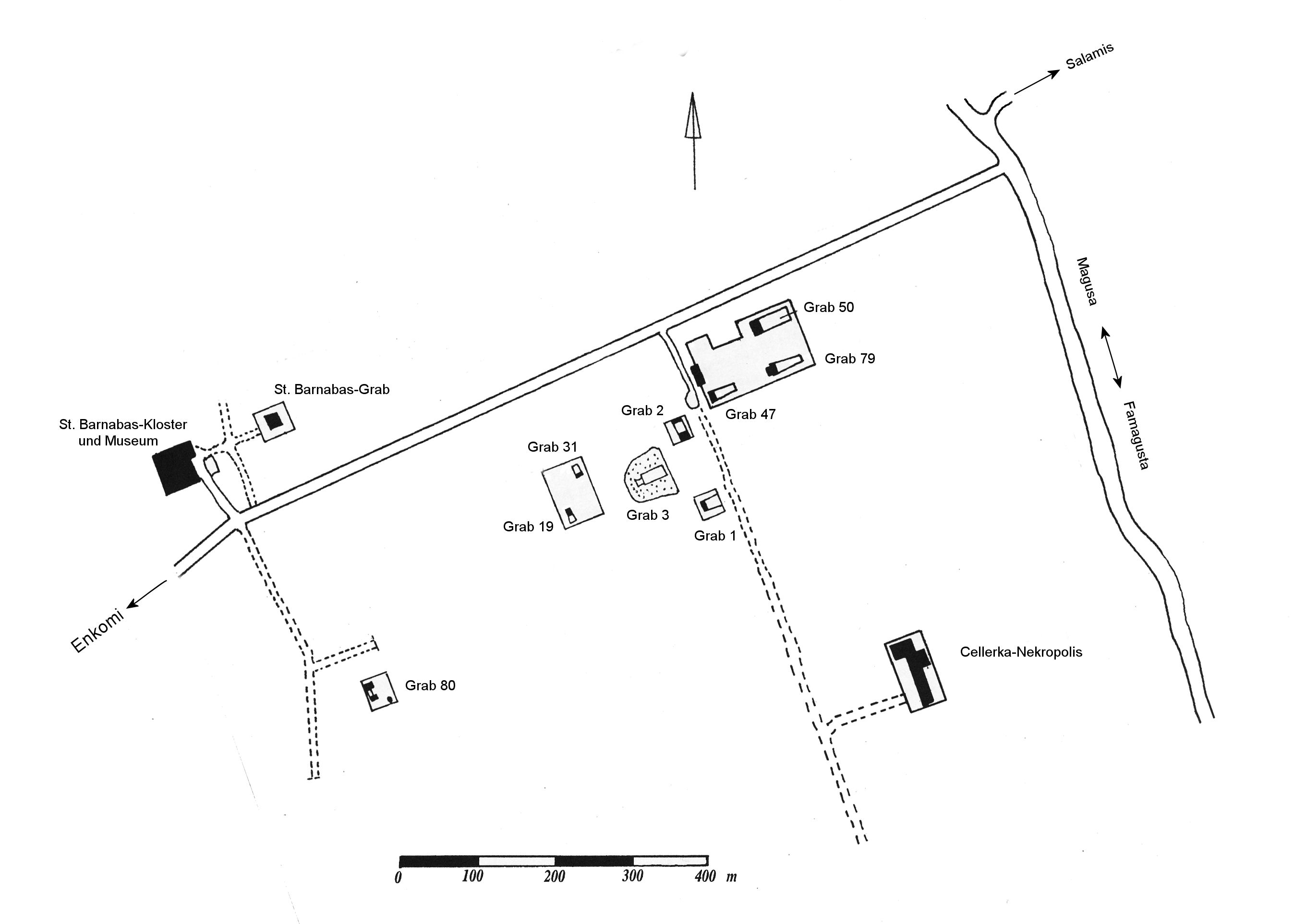
Lageplan der Nekropole

### Grab 1

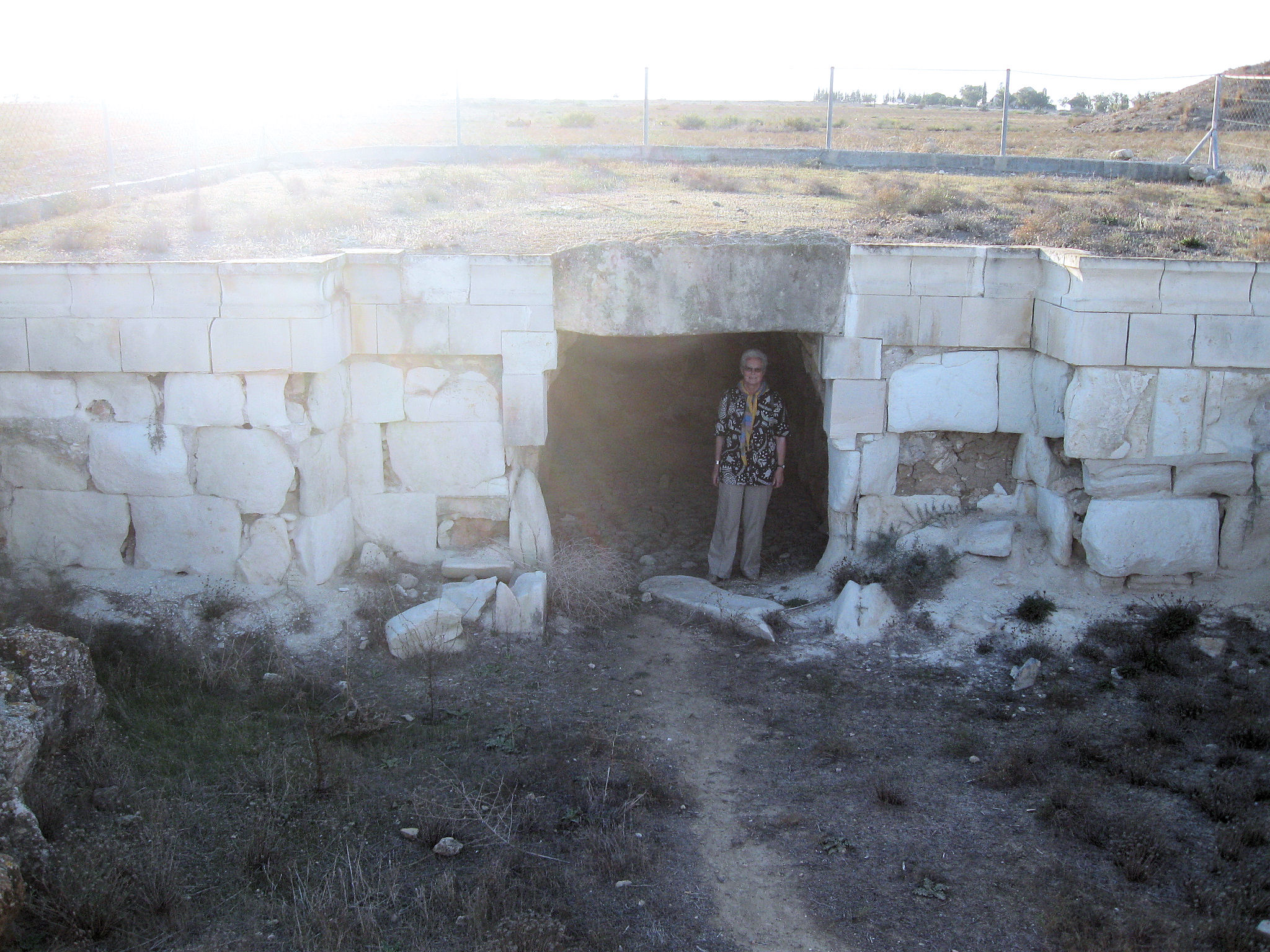
Grab 1, Hintergrund rechts Cumulus-Grab 3

Mit diesem Grab begann 1957 die ausführliche Untersuchung der Nekropole von Salamis. Die Anlage der Grabes erfolgte, indem man in das anstehende tonhaltige Gestein einen tiefen Schnitt von Ost nach West einfügte (Anlage aller folgenden Gräber geschah auf dieselbe Art und Weise). Am westlichen Ende wurde die rechteckige Grabkammer eingearbeitet (4,70 × 5 × 2 m), deren hintere Seite durch Findlinge begrenzt wurde, während die Seitenwände verputzt waren und sich nach innen neigten. Damit wurde das Dach stabilisiert, das aus langen Schieferplatten bestand. Mittig gelegen befand sich die Eingangstür, die in ihrem Außenbereich möglicherweise ein Propylaeum (4,60 Meter breit, 1 m tief) besaß, von dem noch die Reste zweier Säulen gefunden wurden, die an den Außenseiten standen. Die Außenseite des Grabes (9,45 m breit) hatte man mit weißen Kalksteinblöcken verkleidet und am oberen Rand mit einem Fries verziert (nur noch in Resten erhalten). An diese Fassade schloss sich ein langer Dromos an.
Im Inneren war das Grab beraubt, doch konnte man Hinweise darauf finden, dass es zwei verschiedene Belegungsphasen gab.
Zur ersten gehört ein bronzener Kessel, in dem man Reste eines verbrannten Menschen (mit Kleidung) fand, sowie eine Kette, die Perlen aus Bergkristall und Gold besaß. Auf dem Dromos fand man außerdem Reste eines Scheiterhaufens, auf dem die Verstorbene (durch den Goldschmuck geht man davon aus, dass es sich um eine weibliche Person handelte) verbrannt wurde und wo man zusätzlich kleine goldene Scheiben fand. Anhand der sehr reichen Beigaben spekuliert man, dass es sich hierbei möglicherweise um die Bestattung einer cypriotischen Dame der Oberschicht oder sogar um eine Angehörige des Königshauses (Prinzessin) handelt. Zusätzlich zu den Schmuckbeigaben fanden sich Keramikgefäße geometrischen Typs, die eine Datierung des Grabes in die Mitte des 8. Jahrhunderts v. Chr. nahelegen. Es wurde zusätzlich festgestellt, dass die Keramik möglicherweise euböischer Machart war und dass demnach euböische Einwanderer nach Zypern gekommen waren und die Keramik wie auch die Bestattungspraktiken mitgebracht haben.
Bei der zweiten Bestattung handelt es sich um eine Körperbestattung, die anhand der gefundenen Keramik (auch euböisch) in das frühe 7. Jahrhundert v. Chr. datiert wird. Durch die spätere Ausraubung des Grabes ist hiervon kaum noch etwas vorhanden.
Zusätzlich zu den Beigaben im Grab fanden sich auf Zypern immer wieder zahlreiche Sachen in den Dromoi. Man konnte auch hier zwei Schichten feststellen, in denen sich Beigaben befanden.
In der älteren Schicht fand man zwei Pferdeskelette und Spuren eines Wagens, wobei beides stark zerstört worden war, als man es beiseite räumte, um die Sachen für die zweite Bestattung einzubringen.
Die zweite Bestattung bestand dann aus vier Pferdeskeletten und Resten von zwei Streitwagen (nur die metallenen Teile wurden in situ gefunden, die hölzernen Teile sind vergangen).
Obwohl dieses Grab nicht das herausragendste und beste Beispiel der großen Gräber in der Nekropole in Salamis ist, stellt es doch den Anfangspunkt der Grabungstätigkeiten dar und machte den Weg frei für die Entdeckung einer kompletten cypriotischen Kultur, die sich vorwiegend durch funeräre Architektur auszeichnete.

### Grab 2
An der Zufahrt liegen die 1962/63 entdeckten Gräber 2 und 3. Grab 2 erbrachte neben wertvollen Keramik- und Silberfunden einen Hinweis auf Menschenopfer im Kontext mit dem Kult des ausgehenden 8. und beginnenden 7. Jahrhunderts v. Chr.
Bei der Ausgrabung des Grabes 2 zeigte sich, dass nichts mehr vom ursprünglichen Tumulus erhalten geblieben war, da dieser durch die Landwirtschaft abgetragen war. Die Ausgräber machten sich keine Hoffnungen, in der Grabkammer etwas zu finden, da schon vorher bekannt war, dass man das Grab beraubt hatte, was sich auch als richtig erwies. Die einzigen Reste, die man neben der eingedrungenen Erde fand, waren Teile eines menschlichen Schädels, Knochenreste, Keramikscherben, ein Krug und eine Silberschüssel. Durch die menschlichen Knochen schloss der Ausgräber darauf, dass es sich hierbei um eine Körperbestattung, keine Verbrennung der Leiche handelte. Die Grabkammer bestand aus einem kleinen rechteckigen Raum (3,10 × 2,20 m), dessen Wände und Boden aus großen Quadersteinen errichtet wurden. Die Wände besitzen eine leichte Neigung nach innen, damit sie die Decke, die aus zwei großen Blöcken besteht, halten können. Außerhalb der Grabes befindet sich ein langer Dromos und eine aus Kalkstein gebaute Fassade, welche die Öffnung des Grabe rahmt. Den Eingang hatte man mit einem großen Kalksteinblock verschlossen.
Im Gegensatz zur Grabkammer enthielt der Dromos des Grabes zahlreiche Funde. Bei der Ausgrabung wurde aber festgestellt, dass die Funde in verschiedenen Schichten unterschiedlichen Zeiten zuzuordnen waren, sodass man auf zwei verschiedene Bestattungen schloss. Die ältere Grablegung beinhaltete wahrscheinlich die Amphoren auf der westlichen Seite, die man für die zweite Bestattung nicht weggeräumt hatte, sowie einige Teile von Pferdeknochen, Schmuckreste und Teile eines Wagens, die man in der Verfüllschicht zur zweiten Bestattung fand. Dieses erste Begräbnis datiert man (anhand der Keramik) auf ca. 700 v. Chr.
Dagegen sind die Funde der zweiten Bestattung noch in situ. Man fand in der südwestlichen Ecke zwei Pferdeskelette und die Reste eines Wagens. Pferd A lag mit dem Kopf nach Westen, fast direkt vor dem Eingang und besaß noch sein komplettes Zaumzeug (d. h. alle Eisenteile) – ein Band, welches von der Stirn zu den Nüstern führt, Scheuklappen, Ringe, Trense – und war mit dem Wagen bedeckt. Pferd B hingegen fand sich in einer eher unnatürlichen Position in der südwestlichen Ecke und wurde nach Meinung der Ausgräber lebendig begraben und mit Steinen beworfen (die man im Umkreis darum fand). Sein Zaumzeug hatte es wahrscheinlich vorher abgeworfen, denn man fand es in der Nähe von Pferd A. Zusätzlich fanden sich auf der südöstlichen Seite noch zahlreiche Keramikgefäße, die man höchstwahrscheinlich mit Essen gefüllt hatte. Anhand dieser Gefäße wurde die zweite Bestattung auf das Ende des 7. Jahrhunderts v. Chr. datiert.
Oberhalb dieser Schichten fand sich ein komplettes menschliches Skelett und Teile eines weiteren Skelettes in der Verfüllschicht, die man wahrscheinlich beim Zuschütten des Dromos dort platziert hat.

### Grab 3

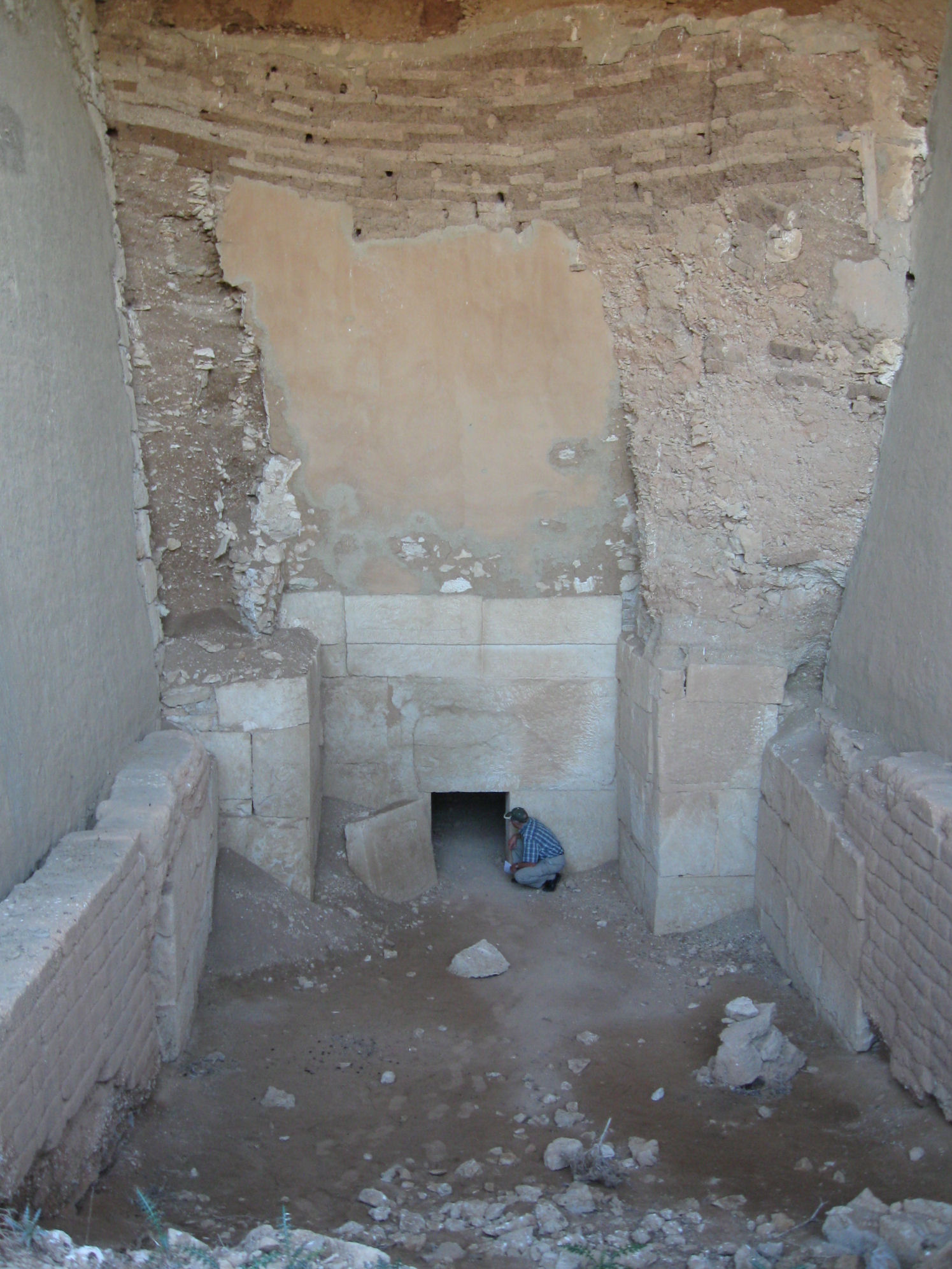
Dromos und Eingang Cumulus-Grab 3

Im Gegensatz zu Grab 2 besaß dieses Grab noch seinen ursprünglichen Tumulus (wobei dieser nicht mehr in der Originalhöhe erhalten ist). Durch dieses sehr auffällige landschaftliche Merkmal wurde dieses Grab mehrmals geplündert und 1896 von der „British Expedition“ untersucht, die sowohl einen Tunnel in die Grabkammer, als auch in den Dromos schaufelte. Daher sind viele Funde, die man 1964 machte, gestört und können nur noch teilweise rekonstruiert werden. Genau wie Grab 2 besaß Grab 3 eine Grabkammer (2,95 × 2,40 × 2,80 m), die an Wänden und Boden mit Kalksteinen geschützt war und durch zwei Steine bedeckt wurde. Hier wurde der Eingang zwar auch mit einem großen Block verschlossen, doch diesen hatte man zuerst kunstvoll zurechtgehauen.
Das Grab besaß als Oberbau den schon angesprochenen Tumulus, den man aber kunstvoll auf eine runde Ziegelkonstruktion gesetzt hatte, die ihn an die 6 m hoch gemacht hat und die innen hohl war. Eine ungewöhnliche Konstruktion, die die Ausgräber mit einem Bienenstock verglichen haben.
Im Dromos wies die Bestattung zwei Pferdegespanne auf, die aber durch den Tunnel, der durch die ganze Anlage getrieben wurden, stark zerstört waren. Dazu gehörten noch zahlreiche Waffen, wie ein Schwert mit Elfenbeinknauf, Scheide und Ledergurt, die Auskunft über die Bewaffnung des späten 7. Jahrhunderts v. Chr. geben. Eine seitlich abgestellte Amphore mit der Aufschrift „von Olivenöl“ erinnert an einen achäischen Totenbrauch. Im südlichen Teil des Dromos fanden sich Abdrücke von hölzernen Möbelstücken (zwei Stühle, Bettschienen) sowie Reste farbiger Kleidung und Leder, die wahrscheinlich zu den Möbeln gehörten. Im östlichen Teil des Dromos fand man außerdem noch einen großen Haufen Asche, der als Scheiterhaufen gedient hat, doch waren darin nur Holzkohlestücke zu finden.
Außergewöhnlich ist außerdem, dass sich auf dem Dromos eine Schicht unter den Funden abzeichnete, die man als weitere Grabanlage gewesen sein muss, welche mit der Errichtung des neuen Grabes zerstört wurde und von der nur zwei Gefäße noch vorhanden sind. Diese datiert man aber etwa in die gleiche Zeit wie Grab 3, d. h., sie können zeitlich nicht weit auseinander gelegen haben.
Anhand der Keramik wird das Grab auf ca. 600 v. Chr. (Ende Cypro-Archaisch I/Beginn Cypro-Archaisch II) datiert.

### Grab 31
Ungefähr hundert Meter westlich des großen Tumulus von Grab 3 befand sich ein weiteres Grab, auf das die Ausgräber nur durch die Aussage eines Bauern gestoßen sind, der in diesem Bereich zahlreiche Steine aus der Erde geborgen hatte.
Das Grab besitzt dieselbe Anlage wie Grab 2 und wurde auch aus demselben Kalkstein gebaut. Die Grabkammer besteht aus unregelmäßig geformten Kalksteinblöcken und wurde von 4 Platten abgedeckt, wobei zwei davon von Plünderern zerstört wurden. An den Wänden fand man Reste eines weißen Verputzes, den man aus Kalk und Erde hergestellt hatte, um die unregelmäßigen Wände zu kaschieren. Der Eingang wurde von 4 Steinschichten verschlossen und von den umgebenden Steinen zusätzlich geschützt.
Als man das Grab von oben öffnete, stellte man fest, dass es schon einmal geöffnet wurde und dadurch Erde und Verfüllmaterial eingedrungen ist. Darunter fand man ein menschliches Skelett, das durch diese Öffnung in das Grab gelangt sein muss. In dieser Schicht fand man einige hellenistische Gefäße, was darauf hindeutet, dass diese Person im Grab nachbestattet wurde.
In der Grabkammer fanden sich aber noch weitere Bestattungen, die auf mindestens zwei Belegungsphasen hinweisen. Unter der hellenistischen Grablegung fanden sich drei komplette Skelette in der Mitte des Raumes, mit zahlreichen Keramikgefäßen umgeben. Etwas entfernt davon fand man drei Schädel, die wahrscheinlich zur Seite geräumt wurden für die vorherigen Verstorbenen. Außerdem fand man direkt neben dem hellenistischen Skelett einen weiteren Schädel und Knochenreste, die man wahrscheinlich zusammen mit den Schädel weggeräumt hatte. Unterhalb dieser Schicht gab es noch eine weitere, in der man eine Amphora mit menschlichen Überresten fand. Zu dieser Bestattung gehörten wahrscheinlich auch Goldbleche, die man als Ball geformt in einer kleinen Grube unterhalb der Skelette gefunden hat. Damit wäre die letzte Bestattung eine Verbrennung gewesen, deren Reste man in die Amphora tat, nachdem man sich dazu entschlossen hatte, das Grab wiederzubenutzen.
Im Dromos fanden sich direkt vor dem Eingang die Skelette von zwei Vierbeinern, die einander zugeneigt waren und deren Hinterbeine fehlten (sie wurden wahrscheinlich bei der zweiten Belegung des Grabes zerstört). In ihrer Umgebung fanden sich nur zwei Eisennägel und ein Eisenmesser (vielleicht für die rituelle Schlachtung der Tiere).
In der obersten Schicht des Dromos fand man noch einige menschliche Skelette, die alle aus hellenistischer Zeit stammen, in der dieses Areal auch als Friedhof genutzt wurde. Diese dichte Belegung (6 Skelette innerhalb des Dromos) und die wenigen Beigaben ließ den Ausgräber davon ausgehen, dass es sich möglicherweise um Kriegstote oder Opfer eine Epidemie handeln könnte.
Die gesamte Datierung des Grabes wurde anhand der gefundenen Keramik durchgeführt und ließ den Schluss zu, dass die verschiedenen Belegungsphasen nicht besonders weit auseinander lagen und alle in die Cypro-Archaisch-I-Zeit datieren (ca. Mitte 7. Jahrhundert v. Chr.).

### Grab 19
Einige Meter von Grab 31 entfernt kam nach der Untersuchung von großen Steinen, die man an der Oberfläche sah ein weiteres Grab zum Vorschein. Es war etwas kleiner als die vorhergehenden Beispiele, besaß aber denselben Aufbau. Die rechteckige Grabkammer (3,20 × 2,20 m) wurde mit rötlichem Kalkstein verkleidet, wobei hier keine Quadersteine benutzt wurden, sondern unregelmäßig geschnittene Steine, deren glatte Seite aber die Innenseite der Kammer bildete. Der Boden war nicht gepflastert, sondern bestand nur aus gestampfter Erde. In der Mitte der Südwand befand sich der Eingang zur Kammer, der von außen mit mehreren großen Blöcken verschlossen war, was die Grabräuber aber nicht gestört hat, da sie von oben in das Grab eingestiegen sind. Daher finden sich kaum noch Reste in situ. Anhand der Schichtenabfolge geht man indes davon aus, dass das Grab ursprünglich mindestens zwei Belegungsphasen besaß.
Die älteste Bestattung bestand aus einer Grube auf der Nordwestseite des Grabes, in der man Aschereste eines Verstorbenen und einige Fragmente gefunden hat. Zusätzlich gibt es noch einige Gefäße im Eingangsbereich, die auch dazugehören könnten. Im Dromos gehören auf jeden Fall noch die Skelette eines Vierbeiners dazu, dessen Hinterbeine wahrscheinlich bei der Verfüllung für die zweite Grablegung verloren gegangen sind. Von diesem zweiten Begräbnis haben wir nur die Schichtenabfolge, welche darauf schließen lässt, dass das Grab erneut geöffnet wurde, wobei die erste Bestattung in die Grube verfrachtet und die zweite eingebracht wurde. Aus dieser Zeit stammt auch der sehr sorgsame Verschluss des Einganges mit mehreren großen Steinen. Bei der Datierung nimmt man wieder sehr nahe beieinanderliegende Bestattungen an. Da aber nicht viele Funde gemacht wurden, grenzt man das Ganze auf die Zeit zwischen dem Beginn des 7. Jahrhunderts v. Chr. und dem Beginn des 6. Jahrhunderts v. Chr. ein.

### Grab 47

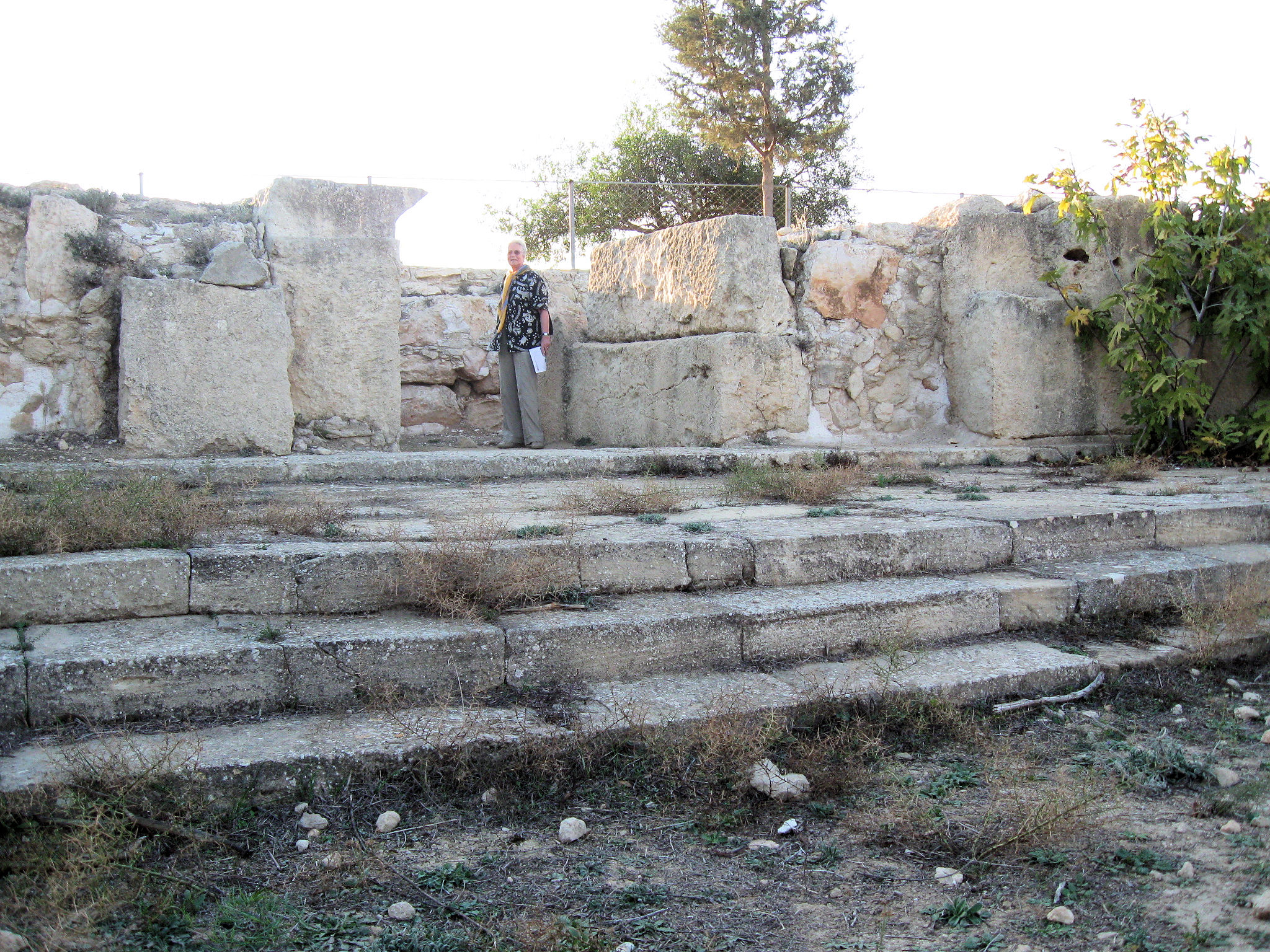
Propylaion vor Grab 47

Deutlicher wird der Lebensstandard der Bewohner im 1964 entdeckten, reich ausgestatteten Grab 47, in dessen 20 Meter langen und über 13 Meter breiten Dromos vier Stufen in das der Grabkammer vorgelagerte Propylaion führen. Die Kammer (4 × 2,30 m) besteht aus riesigen bearbeiteten Steinquadern und wurde stark beraubt, sodass man keinerlei Funde im Inneren gemacht hat. Man hat sogar die Decke mit Dynamit gesprengt, um an die Funde zu gelangen.
Dafür fand man nahe dem Propylaion zwei durch ein Joch verbundene Pferde (G+H). Das eine Pferd lag in einer normalen Position, während das andere etwas verdreht war, sodass die Ausgräber annahmen, dass es gestrampelt hat, da es sah, wie das erste umgebracht wurde. Bei beiden Pferden waren die eiserne Trense sowie die Stirnbänder und Scheuklappen (beide ursprünglich aus Leder mit Gold belegt) erhalten geblieben. Vom Wagen war nur ein Deichselabdruck (L: 1,85 m, B: 0,06 m) erhalten. Zu dieser Schicht gehörten noch vier Amphoren, die sich an der Nord- und Südseite befanden, sowie einige Keramikreste, die man entlang der Nordseite des Dromos und in der Mitte gefunden hat. Mit Hilfe der Keramik konnte das Grab in das späte 8. Jahrhundert v. Chr. datiert werden.
Ungefähr ein Meter oberhalb des Dromosbodens fanden sich Reste einer Sekundärbestattung. Direkt auf dem Propylaeum lagen sechs Pferdeskelette mit Scheuklappen und Stirnbändern aus Elfenbein und Trensen aus Bronze. Pferd A + B waren für den ersten Wagen gedacht, von dem sich noch die Abdrücke des Jochs und der Deichsel gefunden haben. Die Pferde C – F waren für den zweiten Wagen bestimmt, der wahrscheinlich auf jeder Seite des Jochs zwei Pferde besaß. Man fand sechs Eisenringe, welche wahrscheinlich am oberen Ende des Jochs befestigt waren (drei für jedes Paar). Durch die Lage der Pferde konnte festgestellt werden, dass Pferd A + B später bestattet wurden als die anderen vier, da sie auf deren Wagen lagen. Zu dieser Bestattung gehört auch noch ein Gefäß mit Brandspuren und ein Knochen, der vielleicht mal Teil einer Peitsche war. Außerdem fand man eine Befestigung, die möglicherweise an Steinen angebracht war und als Art Türschutz diente.
Die zweite Bestattung wird jetzt in die Mitte des 7. Jahrhunderts v. Chr. gesetzt.

### Grab 50

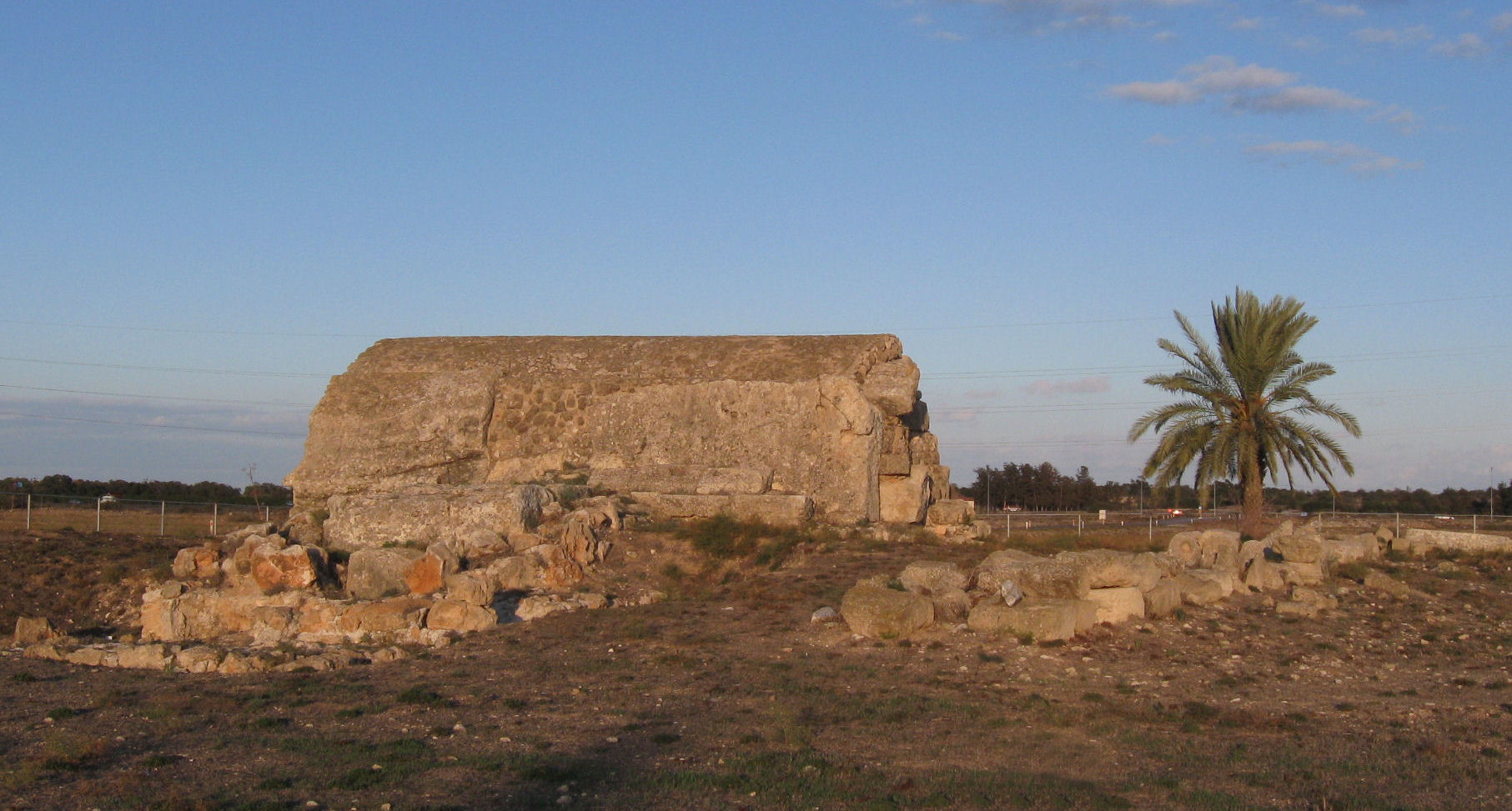
Grab 50

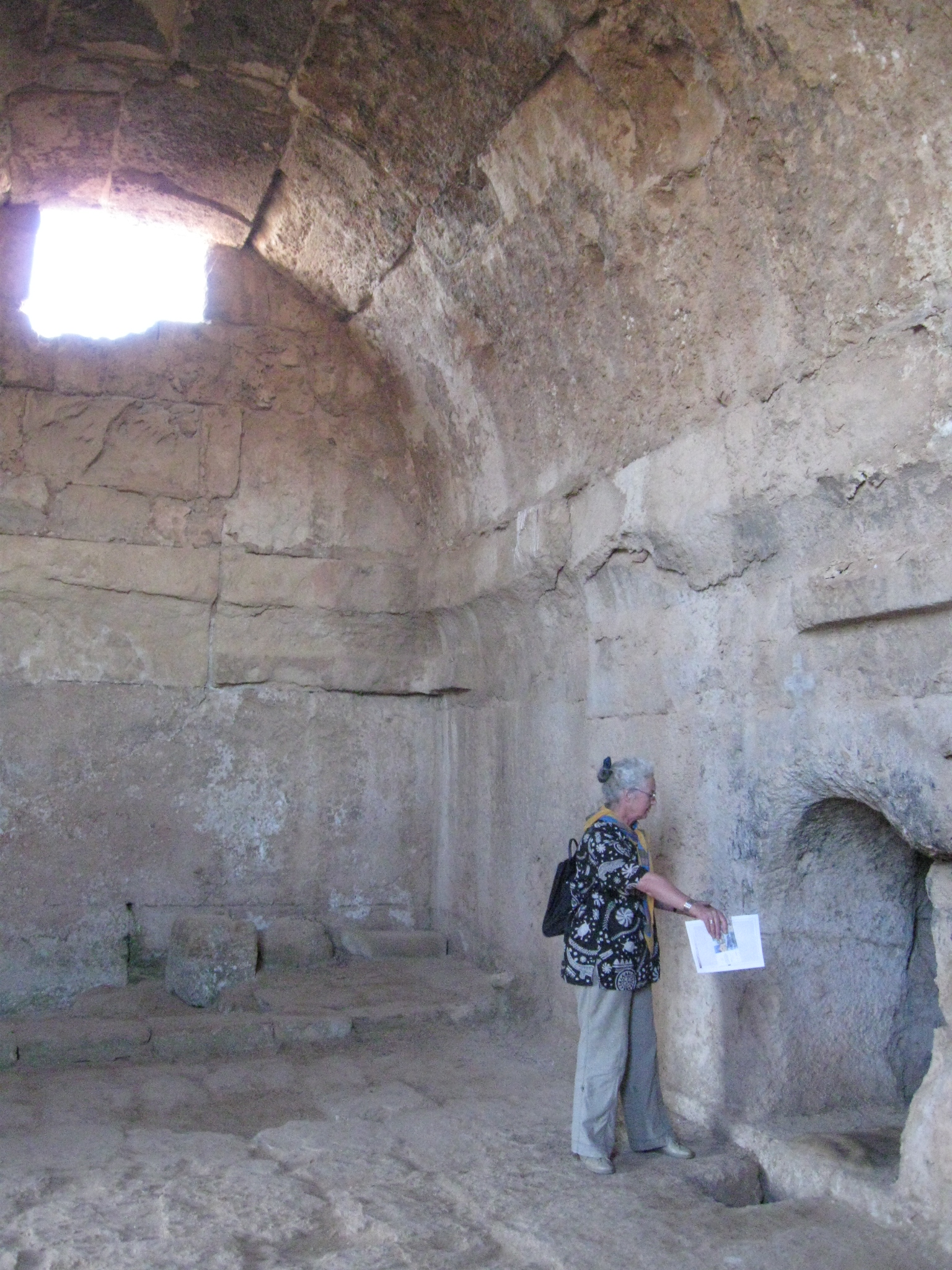
Grab 50, Blick in das Tonnengewölbe

Nahe dem Kloster von St. Barnabas liegt das Grab 50, welches als Gefängnis oder Grab der Hl. Katharina (wahrscheinlich eine einheimische Heilige) bezeichnet wird.
Bei den Ausgrabungen im Jahr 1965 von dem Department of Antiquities/Cyprus stellte man fest, dass diese Anlage vier verschiedene Bauphasen hat.

#### Bauphase 1
Als man das Grab errichtet, hatte es ein sehr ähnliches Aussehen, wie die sonstigen Königsgräber. Es besaß eine rechteckige Grabkammer (4 × 2,40 × 2,40 m) und einen langen Dromos (28 × max. 13 m). Die Kammer wurde aus zwei großen Kalksteinblöcken errichtet, die in den Zwischenräumen mit Gips verbunden wurden und besaß ein Giebeldach. Man baute eine aufwendige Fassade davor, die doppelt so dick war wie die Wände der Grabkammer. Man fand einige Friesreste an der Fassade, die darauf hindeuteten, dass sie oberen Bereich einen umlaufenden Fries besaß, der sich bis in die Ecken ausdehnte. Der Hof, der sich vom Eingang bis zu den Ecken des Dromos erstreckte war gepflastert, während der Dromos mit einem zementartigen Belag ausgestattet war. Um den Höhenunterschied zwischen Dromos und Hof auszugleichen, gab es eine große Treppe auf der gesamten Breite mit fünf Stufen.
Von der ursprünglichen Bestattung ist nichts übrig geblieben, da man das Grab mehrmals wiederbenutzte. Doch es gehören zwei Pferdebestattungen im Dromos zu dieser Zeit. Sie wurden dort zusammen mit einem Wagen (von dem nur Abdrücke des Deichsel und des Jochs übrig geblieben sind) beerdigt. Auch bei den Pferden fanden sich an Metallteilen nur die Eisentrensen. Eine Gruppe von Vasen auf der Nordseite gehört auch dazu, anhand der man diese Phase in die Zeit Cypriotisch-Archaisch II (Beginn 6. Jahrhundert v. Chr.) datiert.

#### Bauphase 2
In dieser Zeit wurde die Anlage komplett umgearbeitet. Die Treppe wurde entfernt, dafür werden zwei Wangenmauern 5,40 m entfernt vom Eingang rechts und links eingebaut, um einen zusätzlichen Raum anstelle des Hofes zu schaffen. Dieser Raum wurde dann mit einem Tonnengewölbe bedeckt.
Um die Fassade noch eindrucksvoller zu gestalten, brachte man am oberen Ende einen umlaufenden Fries an und stattete sie mit einem Propylaeum aus, von dem noch die Reste von 4 Säulen gefunden wurden. In dieser Phase der Monumentalisierung nutzte man das Grab wahrscheinlich nicht mehr im eigentlichen Sinn, sondern richtete ein Sanktuar oder ein Heroon ein. In diese Zeit datiert auch eine Grube, die man vor der neuen Fassade gefunden hat und die mit Steinen, Keramikscherben und einer Tonpfeife gefüllt war und wahrscheinlich zum Sammeln von Regenwasser gedacht war.
Die ganze Anlage, wird anhand der gesammelten Kleinfunde und der Technik des Tonnengewölbes in die römische Zeit datiert. Man geht hier von einem Errichtungszeitraum zwischen dem Ende des 3. Jahrhunderts n. Chr. und der ersten Hälfte des 4. Jahrhunderts n. Chr. aus. Möglicherweise stürzte die Säulenhalle bei einem schweren Erdbeben in der Mitte des 4. Jahrhunderts n. Chr. ein.

#### Bauphase 3
Nach der Entfernung der Säulenstellung vor dem Eingang baute man stattdessen eine zweistufige Treppe, die an beiden Seiten von Quaderblöcken flankiert war. Diese endete nicht mehr an einer Schwelle, sondern man baute jetzt statt einer Tür ein Fallgitter ein. Oben auf dieser Schicht fand man mehrere Bestattungen. Einmal eine Grube, die gegen die Fassade der gewölbten Kammer gebaut war, in der sich Reste von elf Erwachsenenschädeln sowie unzählige Knochen und drei Kinderskelette fanden. Als Beigaben fanden sich in dieser aus rechteckigen Blöcken bestehenden Kammer drei Tonlampen und ein Unguentarium. Außerdem fand man noch acht Gruben über den gesamten Dromos verteilt, in denen sich Gefäße befanden, die wahrscheinlich alle Kinder- bzw. Neugeborenenbestattungen enthielten. Eine wahrscheinlich durch Umbaumaßnahmen von Bauphase 4 komplett zerstörte Erwachsenenbestattung mit sieben Tonlampen fand sich im Nordosten. Diese Bauphase datiert man anhand der Kleinfunde ins 4. bis 7. Jahrhundert n. Chr.

#### Bauphase 4
In der letzten Phase entfernte man die Falltür und setzte eine hölzerne Tür ein. Die Treppe wurde um fünf Stufen ergänzt. Entlang der Nord- und Ostwand mauerte man eine Bank auf, die man nur vom Inneren des Kuppelraumes betreten konnte, sodass an dieser Stelle auch ein neuer Eingang geschaffen wurde. Der Abfluss, der in Bauphase 2 noch in einer Grube endete, wurde jetzt mit Hilfe von Abflussröhren in das Innere des Kuppelraumes geleitet, wo ein Speichergefäß unter der Fußboden gelegt wurde. Die eigentliche Grabkammer im Hintergrund wurde mit einem neuen Eingang und einer hölzernen Tür versehen. Diese Phase konnte durch einen Münzfund von Alexios I. (1081–1118) in das Mittelalter datiert werden.

### Grab 79

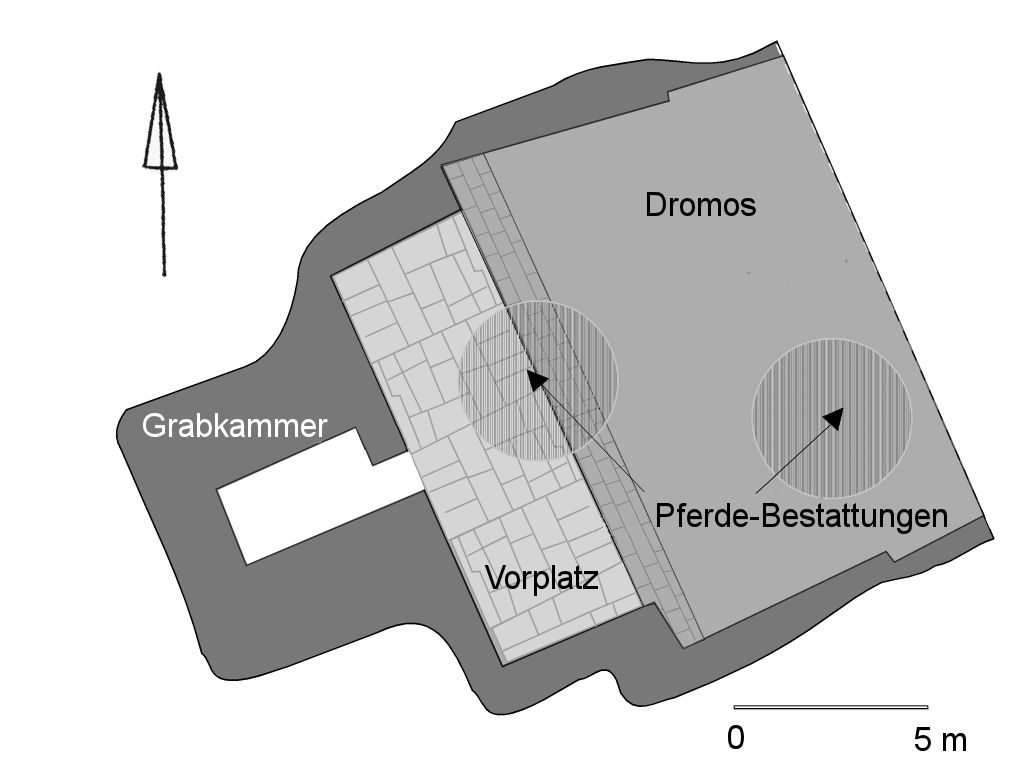
Planskizze Grab 79

Nordöstlich von Grab 47 wurde 1966 Grab 79 gefunden. Es enthält die reichste Grabausstattung. Die Architektur des Grabes besteht aus einem Oberbau, in dem sich die Grabkammer befindet und einem langen Zugang (Dromos). Die Grabkammer wurde in römischer Zeit wiederbenutzt und Grabnischen in die Architektur eingefügt. Daher sind wahrscheinlich von den ursprünglichen Beigaben im Grab nur noch die Reste übrig geblieben, die sich im Vorraum befinden. Die Funde im Dromos lassen auf zwei Bestattungen schließen; eine vom Ende des 8. und eine vom Beginn des 7. Jahrhunderts. Beide Bestattungen wurden in die Mitte des Dromos auf zwei Wagen (einen Leichenwagen und einen Streitwagen) mit dazugehörigen Pferdeskeletten gelegt. Für die Sekundärbestattung wurden die im Dromos niedergelegten Wagen zur Seite geräumt (der Streitwagen konnte noch geschoben werden, vom Leichenwagen waren die Räder nicht mehr funktionstüchtig). Die zugehörigen Pferdeskelette wurden erheblich beschädigt. Dagegen fanden sich die Pferde der zweiten Bestattung in situ.

#### Erste Bestattung
Man nimmt an, dass die erste Bestattung ursprünglich sechs Pferde besaß, zwei für den Leichenwagen, vier für den Streitwagen. Denn obwohl nur minimale skelettale Reste gefunden worden, so fand man doch in der Nordecke der Fassade den Schmuck der Tiere, welcher wahrscheinlich beim Abräumen des Dromos für die zweite Bestattung dorthin gelegt wurde.
Den dazugehörigen Streitwagen kann man aber noch identifizieren, da er sich sehr gut erhalten hat.

##### Streitwagen
Zwar sind von den hölzernen Stücken nur die Abdrücke im Boden erhalten geblieben, trotzdem konnte man die sehr prachtvolle Ausstattung gut rekonstruieren.
Er bestand aus einer Achse, an der die zwei Räder befestigt waren. Die Achse war am Ende mit einem kleinen bronzenen Sphinxkopf (inklusive Kopftuch und eingelegten Augen) ausgestattet, über dem, auf dem Achssplint sitzend, sich eine kleine Kriegerfigur (H: 37 cm) befand. Diese besaß im Inneren eine Rassel, damit sie bei jeder Drehung des Rades Geräusche erzeugen konnte, und war komplett bekleidet mit Panzer, Chiton, Federhelm und einem Schwert unter dem rechten Arm. Die Räder besaßen zehn Speichen, die durch jeweils zwei Eisennägel am Rad (keine Metallreifen) befestigt waren. An der Achse war dann die Deichsel befestigt, deren hintere Enden durch ovale Bronzescheiben abgeschlossen wurden. Auf diesen fand sich die Darstellung eines geflügelten Löwen, der einen Feind niedertrampelt.
Zwischen Achse und Deichsel befand sich der Wagenkasten (B: 68 × T: 85 × H: 44 cm), der ein Geländer aus Holz hatte und sonst wohl aus Korbweide bestand (nicht mehr erhalten, nur Abdrücke im Boden). Er war in der Mitte getrennt, um Platz zu haben für den Fahrer und Krieger. Am Ende der zwei Deichseln befand sich das große Joch, das vier Bronzeringe zur Befestigung der Zügel besaß, sowie vier Bronzescheiben, die sich fächerförmig nach oben verjüngten und einen Blumendekor anzeigten.
Auch die dazugehörigen Pferde waren prächtig geschmückt. Man ordnet ihnen folgende Stücke aus der Nordecke zu:
Brustplatten – (4 Stück) halbrunde Bronzescheiben, die mit verschiedenen Figuren geschmückt sind. Diese bestehen aus 2 Reihen, untereinander angeordnet, die menschliche und tierische Figuren sowie Mischwesen der orientalischen Mythologie zeigen. In der Mitte befindet sich eine Flügelsonne, unter der sich ein Lebensbaum befindet, unter dem ein geflügelter Mann mit einem Kitz auf dem Arm steht.
seitliche Platten – (2 Stück, wurden nur von den äußeren Pferden getragen) runde Bronzeplatten mit langer rechteckiger bronzener Halterung. Das runde Stück besaß eine Darstellung der nackten, geflügelten Göttin Ischtar, die an jeder Hand einen Löwen hält, die von Greifen angegriffen werden und auf zwei Löwen steht, die ein Kalb im Maul haben. Das Ganze wird von einer geflügelten Sonnenscheibe, in deren Mitte ein Hathorkopf sitzt, bekränzt. Umgeben ist die Darstellung mit einem Tierfries (der sich auch auf der Halterung befindet).
Stirnbänder – (4 Stück) längliche Bronzeplatten. Sie waren mit fünf Reihen von jeweils drei Figuren geschmückt. Zuerst kamen Löwen, danach Uräen dann kam eine große Flügelsonne unter der sich dann eine Reihe männlicher Figuren mit Kopftuch befanden. Die letzte Reihe bestand aus drei nackten weiblichen Figuren mit Hathorzöpfen. Sie besaßen alle eine Öse zur Befestigung am oberen Ende.
Scheuklappen – (8 Stück) längliche Bronzeplatten. Die Stücke besaßen die Darstellung eines Löwen, der einen Stier attackiert. Es gibt nur eine Ausnahme und da attackiert ein geflügelter Sphinx einen auf dem Boden liegenden Afrikaner.
Alle Stücke wurden durch Treibarbeit ausgeführt und besitzen einen sehr hohen Grad an gestalterischen Könnens. Sie besaßen vorher natürlich alle Lederstreifen, welche die Befestigung an den Pferdekörpern erleichterte und das Pferd auch vor Abschürfungen schützte. Zusätzlich zu den oben erwähnten Stücken fanden sich auch Bronzeglocken, die man wahrscheinlich an die Pferde anbrachte, doch genaueres ist darüber nicht bekannt.

##### Leichenwagen Γ
Das zweite Gefährt dieser ersten Bestattung war ein einem sehr schlechteren Erhaltungszustand. Es bestand aus einem hölzernen Tragegestell mit Plattform, auf welchem der Sarg des Verstorbenen gelegen hat. An beiden Seiten war das Gestell mit Löwenköpfen verziert, was darauf hindeuten könnte, dass es nur zu zeremoniellen Anlässen diente.
Auch von den dazugehörigen Pferden hat man nicht so viele Ausrüstungsgegenstände gefunden wie bei dem ersten Wagen. Doch es waren zwei Stirnbänder zu viel dabei, die auch eine andere Abbildung besaßen.
Stirnbänder – (2 Stück) längliche Bronzeplatten. Auf ihnen war der geflügelte Gott El zweimal untereinander zu sehen, in der Mitte nur durch eine Flügelsonne getrennt. Im unteren Bereich fand sich eine große Lotosblüte.
Zu dieser sehr reichhaltigen Ausstattung der Wagen und Pferde hätte jetzt sehr gut die Vermutung gepasst, dass es sich um ein Kriegergrab gehört, doch leider fanden sich bei den Beigaben nur eine Bronzespeerspitze und die Reste eines silbernen Schildbuckels. Die Erklärung für das Fehlen dieser Ausstattung könnte die Nachbestattung sein, bei der diese Sachen abhandengekommen sind.
Dafür gibt es einige andere Funde, die diese erste Bestattung zur reichhaltigsten Grablegung in ganz Zypern machen. Denn neben den eben schon erwähnten Bronzezubehörteilen der Pferde fanden sich noch weitere Gegenstände.

##### Bronzekessel mit einem eisernen Dreifuß
Eines der außergewöhnlichsten Stücke ist ein Bronzekessel (Durchmesser: 94 cm, Durchmesser am Rand: 65 cm, H: 51 cm), der auf einem Dreifuß stand. An seinem oberen Rand besaß er nämlich zwölf Protomen, acht Greifenprotomen, zwei bärtige Vogelmänner und zwei Sphingen mit Büscheln auf dem Kopf. Sie waren von außen angebracht und jeweils ein Sphinx und ein Vogelmann schauen in den Kessel, die beiden anderen weg. Der Kessel war komplett gefüllt mit sechzig Keramikgefäßen, v. a. Krügen. Es waren alles Plain-Ware-Gefäße, die teilweise dünn beschichtet waren, sodass sie vielleicht Metall imitieren sollten.
Der Dreifuß bestand aus einem Doppelring und drei Beinen, die wieder jeweils aus drei Stangen bestanden. Die Stangen sind in der Mitte mit einer Lotosblüte verziert und ihre Standfläche imitiert einen Tierhuf.

##### Bronzekessel
Direkt neben dem ersten Kessel fand man einen zweiten, kleineren, der auch viel schlechter erhalten war. Er besaß einen hohen konischen Fuß und zwei Henkel. Die Henkel waren besonders dekoriert. Am oberen Ende befanden sich jeweils drei Stierprotomendie nach innen blicken. Die Henkel sind durch kleine Platten befestigt, an deren Außenseite ein Hathorkopf mit darüberliegender Flügelsonne angebracht ist.
Darüber hinaus fanden sich in diesem Bereich noch ein Paar Feuerböcke, die wie ein Schiff geformt waren und zwölf Bratspieße, die durch Ringe zusammengebunden waren und zwei Tragehenkel besaßen.
Neben den vielen Metallgegenständen fanden sich aber auch zahlreiche Möbel im Dromos, die vielleicht für das Leben im Jenseits gebraucht wurden. Aus keinem anderen zypriotischen Grab sind uns solche reichen Beigaben bekannt.

##### Thron Γ
Dieser Stuhl (H: 90 × L: 50 cm × B: 59) bestand aus Holz, was aber größtenteils vergangen ist. Er war mit Elfenbeinplatten verziert, die Flechtbandmotive zeigen. Die Rückenlehne war ganz dünn mit Gold überzogen. Von der Sitzfläche hat man nichts mehr gefunden, doch nimmt man an, dass sie aus Lederstreifen bestand. In der Nähe des Stuhls fanden sich zwei Elfenbeinplatten, welche eine geflügelte Sphinx mit der Krone von Ober- und Unterägypten zeigt und einmal blaue Einlagen besessen haben muss.  Durch die Fundumstände möchte man sie dem Thron zuordnen.

##### Thron A und Stuhl B
Auch dieser Stuhl (H: 75 × L: 58 × B: 40 cm) bestand aus Holz, welches vergangen war. Doch war er komplett mit Silber bedeckt, welches zwar oxidiert ist, doch in Resten noch gefunden werden konnte. Auch er besaß Einlagen aus Elfenbein und blauer Glaspaste.
Zu diesem Stuhl gehörte ein kleiner Hocker (H: 21 × L: 24 × B: 19 cm), der auch aus Holz bestand und mit dünnen Silberplättchen belegt war.

##### Bett
Vor den Stühlen fanden sich Elfenbeistück, die man zu einem Bett (B: 1,11 × L: 1,89 × H: 31 cm) rekonstruieren konnte. Die Holzteile, aus denen das Gestell besteht, sind vergangen. In der Umgebung fand man einige Elfenbeinplatten. Drei Stück waren am Betthinterteil angebracht. Die erste zeigte sechs sitzende Figuren des Gottes Heh, der den Lebensbaum in der Hand hält. Der zweite Fries zeigte stilisierte Pflanzen. Beim dritten Fries stehen drei Paar Sphingen gegenüber.
Nebenbei fand man noch einige andere Elfenbeinstücke. Einmal ein S-förmiges Bein, welches in einer Katzenpfote endet. Die Katzenpfote besitzt Aushöhlungen, in welchen sich wohl die Krallen befanden, die aber nicht mehr erhalten sind.
Außerdem fand man einen Weihrauchständer, der aussieht wie eine stilisierte Pflanze.
Im Norden des Dromos fanden sich bei beiden Bestattungen zahlreiche Keramikgefäße, vorwiegend kleine, flache Schalen, die teilweise noch Essensreste enthielten (Eierschalen, Fischgräten, Hühnerknochen).

#### Zweite Bestattung
Die zweite Bestattung war besser erhalten als die erste, da diese später durchgeführt und nicht gestört wurde. Auch hier fand man zwei Wagen mit den zugehörigen Pferden.
Bei dem Streitwagen Δ handelt es sich um eine Biga, einen zweirädrigen Kampfwagen, der von zwei Pferden gezogen wurde. Auch hier war der Wagenkasten (B: 90 × L: 72 × H: 25 cm) in zwei Teile für Krieger und Fahrer geteilt. Am hinteren Ende war eine hölzerne Klappe angebracht. Der Wagen besaß Räder mit zehn Speichen. Genauso wie bei Wagen B waren am Joch vier Blumendekorelemente angebracht.
Der Leichwagen A ähnelt im Aufbau dem Wagen von Grab 2 und ist aber viel schlechter erhalten.
Die zugehörigen Pferde zu dem Wagen fand man in situ, mit komplettem Zubehör. Sie besaßen bronzene Scheuklappen, Stirnbänder, Brustplatten und Seitenplatten. Sie alle waren in Treibarbeit gefertigt, waren aber nicht so prächtige gestaltet wie bei der ersten Bestattung. Nur die Seitenplatten konnten einen riesigen Skarabäuskäfer aufweisen, während die anderen Stücke nur mit ornamentalen Dekor versehen waren.
Mit dieser reichhaltigen Ausstattung des Grabes gehört die Nekropole von Salamis und vor allem das Grab 79 zu den hervorragendsten Beispiele einer früheisenzeitlichen Bestattung im Mittelmeerraum.

### Vergleichsbeispiele
Um die gefundenen Stücke in einen historischen Kontext setzen zu können, ist es hilfreich, die einzelnen Stücke/Fundumstände mit zeitgleichen Funden/Bestattungen zu vergleichen.
Grabform – Die Nekropole von Salamis besitzt verschiedene Grabformen, wobei das Hauptmerkmal aller Gräber eine kleine rechteckige Grabkammer ist, die mit Kalksteinblöcken ausgekleidet und einer Fassade versehen ist. Im Eingangsbereich besitzen sie alle einen mehr oder weniger langen Dromos. In den Einzelfällen sind sie unterschiedlich ausgeführt, was auf eine unterschiedliche Zeit – oder Sozialstellung hinweisen könnte. Grab 3 besitzt mit seinem Tumulus eine zeittypische Ausformung, wie wir sie auch auf dem Friedhof von Gordion finden können. Dort sind die Anlagen sehr viel größer, besitzen aber einen sehr ähnlichen Aufbau. Wohingegen die Gräber in Eleuthera/Kreta eher an die Architektur den anderen Gräber erinnern. Auch die etruskischen Gräber des 8. und 7. Jahrhunderts v. Chr. haben viele Gemeinsamkeiten mit den vorliegenden Strukturen.
Wagengrab – Dieser Begriff beschreibt ein meist monumentales Grab, dem neben zahlreichen Beigaben auch Wagen (zum Teil mit Pferden) beigegeben wurden. Die besten zeitgleichen Beispiele einer solchen Bestattung besitzen wir einmal aus dem nordeuropäischen Raum der Hallstattzeit. Dort sind die Anlagen der Gräber zwar ungleich monumentaler, doch auch sie besaßen Wagen, jedoch ohne zugehörige Pferdebestattungen.
Pferdebestattungen und Pferdegeschirr – In jedem „Königsgrab“ auf Salamis befanden sich im Dromos Skelette von Vierbeinern. Die Tradition der Pferdebestattungen finden sich zeitgleich auch in anderen Regionen. Das (regional) nächstgelegene Beispiel ist die Tumulusgrabanlage KY in Gordion. Dort entdeckte man die Skelette zweier Pferde an der östlichen Wand der Grabkammer. Wobei diese samt ihrem Zubehör verbrannt wurden und eine singuläre Ausnahmeerscheinung im Bereich der Nekropole von Gordion darstellen, sodass die Ausgräber vermuten, dass es sich um keine einheimische phrygische Bestattung handelt, sondern um einen Zugewanderten. Das Begräbnis datierte in das frühe 7. Jahrhundert v. Chr. Eine weitere, wenngleich auch ältere (Ende 10. Jahrhundert v. Chr.) stammende Bestattung im sogenannten Heroon von Lefkandi beinhaltete in einer Grabkammer vier Pferdeskelette, von denen noch die Trensen im Maul erhalten waren. Eine weitere Bestattung, die aus dem griechischen Raum bekannt ist, ist nicht archäologisch fassbar, sondern nur schriftlich. Es ist die Verbrennung des Patroklos in der Ilias. Dort wird der Tote zusammen mit Pferden, zahlreichen Beigaben und Pferden verbrannt (Ilias, XXIII, 171–172). Im Gegensatz zu vollständigen Pferdebestattungen gibt es auch die Tradition von loser Bestattung des Pferdegeschirrs, das sich in den erwähnten Beispielen widerspiegelt, aber auch aus etruskischen Gräbern überliefert ist.
Treibarbeit des Bronzepferdegeschirrs – Die Darstellungen auf den einzelnen Stücken erinnert an die orientalische Kunst des Nahen Ostens, speziell der Nordsyrischen Kunst dieser Zeit. Die dort ansässigen Phönizier verbanden die Elemente der assyrischen Kunst mit ägyptischen Elementen und verkauften sie in der gesamten Umgebung.
Man findet aber auch einige Elemente, die an die Kunst von Urartu erinnern. Man findet in beiden Regionen natürlich den vorherrschenden Einfluss der Assyrer, deren Götter auf einigen der Stücke abgebildet sind. Was hingegen eher untypisch für diese Region ist, ist das Erschlagen oder Niedertrampeln der Feinde, welches nur aus der ägyptischen Ikonographie bekannt ist. Genauso natürlich die Darstellung des Sphinx, welche zwar in der orientalisch/phönizisch bekannt war, aber trotzdem ägyptischen Ursprungs ist.
Elfenbeinmöbel – Genauso wie die Bronzestücke sind auch die Darstellungen auf den Elfenbeinplatten stark von der assyrisch-phönizisch-ägyptischen Kunst beeinflusst. Allein die Darstellung verschiedener ägyptischer Götter mit ihren passend dazugehörigen Attributen lässt vermuten, dass es sich hier um sehr kenntnisreiche Handwerker gehandelt haben muss.
Auch hier haben wir wieder Darstellungen von Sphingen mit der Doppelkrone, zu der es sehr schöne Vergleichsbeispiele aus Nimrud gibt (Metropolitan Museum, Inv. Rogers Fund, 1954 (54.117.1); London, British Museum, Inv. ME 134322). Obwohl es sich hier als Fundort um die Hauptstadt des assyrischen Reiches handelt, geht man wiederum davon aus, dass die Werkstätten phönizischen Ursprungs sind.
Bronzekessel und Bratgeschirr – Im Gegensatz zu dem Bronzepferdegeschirr, das sich durch seine Ikonographie leicht in den assyrisch-orientalischen Raum setzen lässt, ist das Auftauchen von großen Bronzekesseln mit Greifenprotomen eher ungewöhnlich für diesen Raum. Diese Kessel findet man eher in den Gräbern der Ägäis und Etruriens. Genauso verhält es sich mit den Bratspießen und Feuerböcken, die wir vornehmlich aus Bestattungen der Hallstattzeit, aus Palaepaphos/Zypern, Argos/Peloponnes und den etruskischen Gräbern kennen.
Menschenopfer – Bei dem Zuschütten des Dromos von Grab zwei hat man vermutlich zwei Menschen mit beerdigt, woraus man schließen könnte, dass es sich hierbei um Menschenopfer handelt, wobei dies nicht mit Genauigkeit festgestellt werden konnte. Parallelen zu diesem Befund bietet die Bestattung in Eleutherna auf Kreta, bei der bei einem Brandgrab vielleicht ein Mann als Totenopfer mitgegeben wurde. Auch da ist die Zuordnung nicht hundertprozentig gesichert. Der vorrangige Grund, warum Archäologen gern Menschenopfer in dieser Zeit annehmen, ist die Beschreibung der Verbrennung des Patroklos in der Ilias des Homer. Dort wurden dem Toten zwölf trojanische Jünglinge auf den Scheiterhaufen mitgegeben, die vorher von Achilleus erdolcht wurden (Ilias, XXIII, 175–177).
Zusammenfassend kann man feststellen, dass die Nekropole von Salamis so bedeutend ist, weil sie zahlreiche Funde einer Zeit besitzt, von der wir sonst so eher wenig materielle Hinterlassenschaften haben. Sie stellt außerdem die Besonderheit Zyperns als Schnittpunkt zwischen den Kulturen hervorragend dar, da man Einflüsse verschiedener Kulturen des gesamten Mittelmeerraums feststellen konnte. Gern würde man auch diese Bestattungen mit den Beschreibungen des Homers in Einklang bringen, welcher die Verbrennung des Patroklos schildert. Auch hier wurden dem Toten zahlreiche Beigaben mitgegeben sowie Pferde und Menschen. Damit würde es sich hervorragend einordnen lassen. Im Gegensatz zur geschilderten Bestattung der Ilias handelt es sich bei den Gräbern auf Salamis aber um vollständige Bestattungen und keine Verbrennungen. Doch könnte man wenigstens annehmen, dass die Tradition, Verstorbenen zahlreiche Sachen mit in die Gräber zu geben, durchaus verbreitet war.

## Nekropole von Cellarka
Etwa 400 m südlich der Nekropole von Enkomi/Salamis liegt die Nekropole Cellarka, ein erst teilweise zwischen 1890 und 1960 aufgeschlossener Komplex von unterirdischen Grabräumen. Bisher konnten mehr als 114 in den anstehenden Sandstein gehauene Räume aufgedeckt werden. Die Zugänge zu den eng neben- und untereinander liegenden, rechteckigen Kammern führen über steile Treppen, Dromoi und über Schächte. In manchen Räumen wurden niedrige Plattformen entdeckt, auf die die Toten gelegt werden konnten. Es wird angenommen, dass die Grabräume vom Beginn des 7. bis Ende des 4. Jahrhunderts v. Chr., teilweise über Generationen, von der allgemeinen Bevölkerung, wohl auch vom Mittelstand der Stadt belegt waren. Es fanden sich Keramikwaren, Schmuck, Messer, Spiegel und Münzen.
Nahezu alle Gräber sind im 19. Jahrhundert geplündert worden. Aus einem Grab wird der Fund von fünf Porträtbüsten der Toten und ihrer persönlichen Habe berichtet. Der einzige ungeöffnete Grabraum (Grab 21) war mit Steinplatten verschlossen und im Inneren mit großen rechteckigen Steinen ausgekleidet. Vier Tote waren in Steinnischen und auf dem Boden des Raumes gebettet worden, die Grabbeigaben einschließlich einer Pferd- und Reiterfigur, einer Lampe und eines Weihrauchgefäßes lagen zu ihren Füßen. In einer Nebenkammer fanden sich auf zwei Steinliegen sorgsam aufgeschichtet neun Tote.

## Berühmte Einwohner
- Epiphanius von Salamis, 315–403 n. Chr.